# Korçë (stad)
Korçë ([kɔɾt͡ʃ(ɘ)]; bepaalde vorm: Korça; Aroemeens: Curceaua; Grieks: Κορυτσά, Korytsa; Italiaans: Corizza; Turks: Görice) is een stad (bashki) in Zuidoost-Albanië, op 19 kilometer afstand van de grens met Griekenland en niet ver van de grens met Noord-Macedonië. De stad is de hoofdstad van de gelijknamige prefectuur, en is met 76.000 inwoners (2011) de negende grootste stad van het land. De Grieks-orthodoxe metropoliet van Albanië is in deze stad gevestigd.
Op verschillende tijden van de geschiedenis, tijdens de Balkanoorlogen in 1912, en later in 1940-1941, is de stad door Griekenland bezet geweest, omdat dat land er aanspraak op maakte. Van 1916 tot 1920 werd het door Frankrijk bestuurd.

## Geografie
Korçë ligt in een vruchtbare vlakte op hoogten tussen 840 en 930 meter. Het historische centrum van de stad ligt op 875 meter hoogte, waarmee het de op drie na hoogstgelegen stad van het land is, alsook de op twee na hoogste districtshoofdplaats en de hoogstgelegen prefectuurshoofdstad.

### Bestuurlijke indeling
Administratieve componenten (njësitë administrative përbërëse) na de gemeentelijke herinrichting van 2015 (inwoners tijdens de census 2011 tussen haakjes):
Drenovë (5581) • Korçë (51152) • Lekas (392) • Mollaj (3438) • Qëndër Bulgarec (9022) • Vithkuq (1519) • Voskop (3832) • Voskopojë (1058).
De stad wordt verder ingedeeld in 63 plaatsen: Barç, Belorta, Biranj, Boboshticë, Bulgarec, Cemericë, Çiflig, Damjanec, Dardhë, Dërsnik, Dishnicë, Drenovë, Floq, Gjanc, Gjergjevicë, Gjonbabas, Gjonomadh, Goskovë Lart, Goskovë Poshtë, Grabockë, Gurmujas, Kamenicë, Korçë, Krushovë, Kuç i Zi, Lavdar Brozdovec, Lavdar, Lekas, Leshnje, Lubonjë, Lumalas, Malavec, Marjan, Mazrek, Mborje, Melcan, Mollaj, Moravë, Neviçisht, Panarit, Polen, Poponivë, Porodinë, Pulahë, Qatrom, Ravonik, Rehovë, Roshanj, Shamoll, Shipskë, Shkozan, Shtyllë, Stratobërdh, Trebickë, Treskë, Tudas, Turan, Ujë Bardhë, Vinçan, Vithkuq, Voskop, Voskopojë, Xerje.

## Sport
Voetbalclub Skënderbeu Korçë speelt in de Kategoria Superiore, de hoogste nationale klasse. De ploeg werkt haar thuiswedstrijden af in het Skënderbeustadion, dat plaats biedt aan ruim 12.000 toeschouwers, en werd landskampioen in 1933, 2011, 2012, 2013, 2014, 2015 en 2018.

## Geboren
- Themistokli Gërmenji (1871-1917), politicus
- Mihal Grameno (1871-1931), politicus, schrijver en journalist
- Vangjush Mio (1891-1957), schilder
- Niko Alëks Peleshi (1970), legercommandant
- Bledi Shkëmbi (1979), voetballer
- Bleona Qereti (1979), mediapersoonlijkheid
- Anxhela Peristeri (1986), zangeres
- Ergys Kaçe (1993), voetballer